# Grå trädskata
Grå trädskata (Dendrocitta formosae) är en asiatisk fågel i familjen kråkfåglar. Den har en vid utbredning från Pakistan till Kina och Taiwan. Arten minskar i antal, men beståndet anses vara livskraftigt.

## Kännetecken

### Utseende
Grå trädskata är en medelstor (36–40 cm) och rätt färglös trädskata med kort näbb och en lång och kraftigt avsmalnad stjärt, där dock de centrala stjärtpennorna breder ut sig något mot spetsen. Den har mörkgrått ansikte och ljusare grå hjässa, nacke och undersida. Vingarna är svarta med en liten vit handbasfläck, medan den är brun på mantel och undre stjärttäckare.
Olika populationer skiljer sig något åt. Västliga fåglar har ordentligt mörkt i pannan och på strupen, något större vit vingfläck och svart stjärt med grått på inre delarna av de centrala stjärtfjädrarna. Östliga fåglar är något mindre med mindre vingfläck, mindre mörkt i pannan, brunare strupe och kortare stjärt med mer svart.

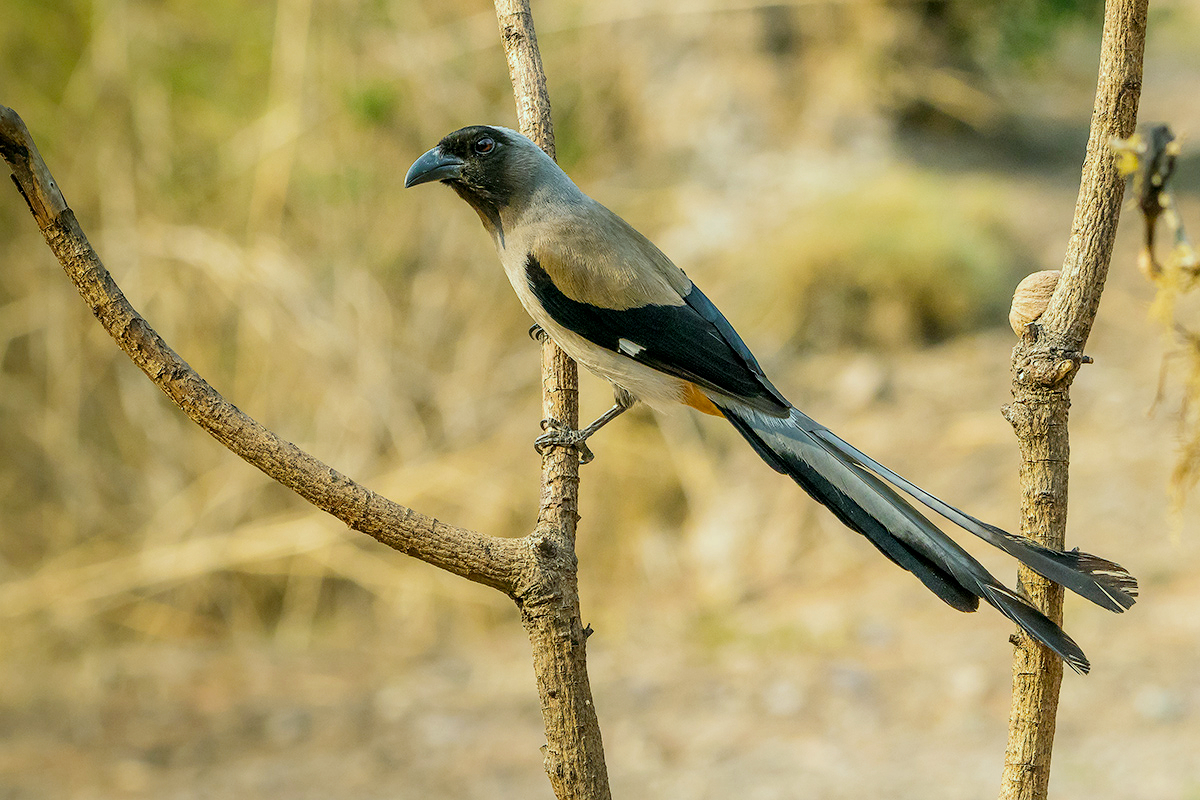
Västliga formen i Indien.

### Läten
Bland lätena hörs metalliska, kluckande ljud ("klok-kli-klok-kli-kli"), men även sträva och musikaliska toner och varnande tjatter.

## Utbredning och systematik
Grå trädskata har en vid utbredning från Pakistan till Kina och Taiwan och delas in i åtta underarter med följande utbredning:
- Dendrocitta formosae occidentalis – västra Himalaya (norra Pakistan, Garhwal)
- Dendrocitta formosae himalayana – östra Himalaya till Myanmar och norra Laos
- Dendrocitta formosae sarkari – östra Indien (södra Jaipur och norra Chennai)
- Dendrocitta formosae assimilis – södra Burma till Thailand
- Dendrocitta formosae sinica – östra och sydöstra Kina samt norra Vietnam
- Dendrocitta formosae sapiens – södra Kina på berget Emeishan (västra Sichuan)
- Dendrocitta formosae formosae – Taiwan
- Dendrocitta formosae insulae – Hainan (södra Kina)

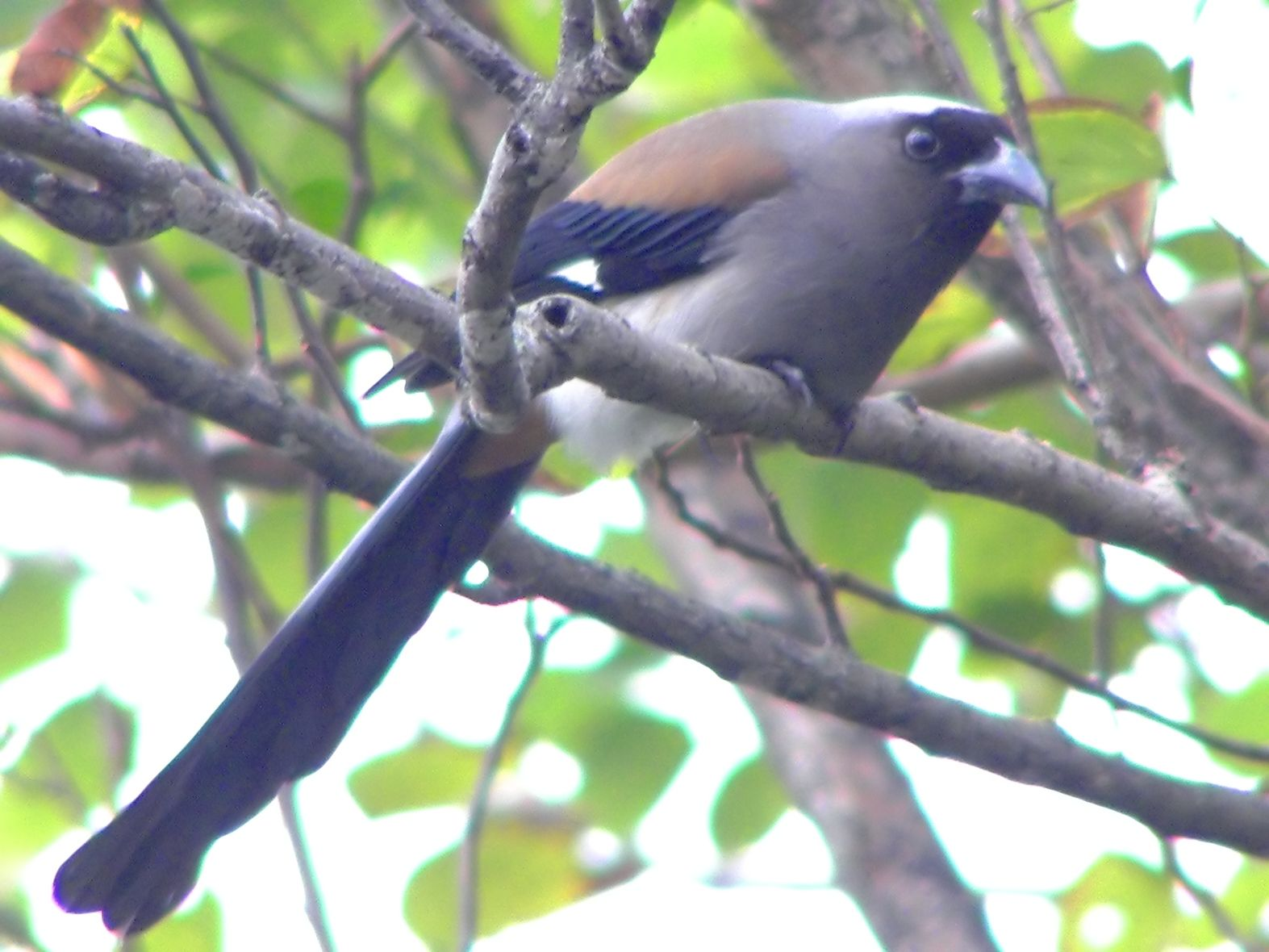
Grå trädskata på Taiwan.

## Status och hot
Arten har ett stort utbredningsområde och en stor population, men tros minska i antal, dock inte tillräckligt kraftigt för att den ska betraktas som hotad. Internationella naturvårdsunionen IUCN kategoriserar därför arten som livskraftig (LC).